# Qiongphasma
Qiongphasma is een geslacht van Phasmatodea uit de familie Phasmatidae. De wetenschappelijke naam van dit geslacht is voor het eerst geldig gepubliceerd in 2002 door Chen, He & Li.

## Soorten
Het geslacht Qiongphasma omvat de volgende soorten:
- Qiongphasma bispinosus Ho, 2013
- Qiongphasma huishanensis Ho, 2013
- Qiongphasma jianfengense Chen & He, 2002
- Qiongphasma wuzhishanense Ho, 2013